# Saint-Vincent-des-Landes
Saint-Vincent-des-Landes település Franciaországban, Loire-Atlantique megyében. Lakosainak száma 1527 fő (2022. január 1.). Saint-Vincent-des-Landes Issé, Jans, Louisfert, Lusanger, Saint-Aubin-des-Châteaux és Treffieux községekkel határos.

## Népesség
A település népessége az elmúlt években az alábbi módon változott:
| Lakosok száma | 1421 | 1394 | 1437 | 1415 | 1514 | 1519 | 1528 | 1533 | 1531 | 1527 |
|               | 1968 | 1982 | 1990 | 2006 | 2013 | 2015 | 2017 | 2019 | 2020 | 2022 |